# The New Zealand Herald
Il New Zealand Herald (in inglese The New Zealand Herald) è un quotidiano nazionale neozelandese edito ad Auckland.

## Descrizione
Fondato nel 1863 da William Chisholm Wilson, è di orientamento liberal-conservatore.
Negli anni '30-'50 il quotidiano ha avuto la collaborazione del fotografo neorealista neozelandese Tudor Collins, distintosi per diversi scoop nazionali.
Dal 2012 viene stampato in formato compact tranne il sabato, in cui mantiene lo storico formato in broadsheet.

### Statistiche
Si tratta del quotidiano più diffuso del paese e, a al giugno 2020, è accreditato di una penetrazione pari a circa 674.000 lettori giornalieri della versione cartacea e a 1,5 milioni della versione online, con una diffusione media di circa 100.073 copie giornaliere al giugno 2019.
Il relativo sito web risulta avere al 2023, secondo i dati di SimilarWeb, stabilmente oltre 30 milioni di visite mensili, il che ne fa uno dei 10 siti neozelandesi più visitati.